# Néraszlatina
Néraszlatina románul: Slatina-Nera, falu Romániában, a Bánságban, Krassó-Szörény megyében.

## Fekvése
Szászkabányától északnyugatra fekvő település.

## Története
Néraszlatina, Szlatina nevét 1808-ban említette először oklevél Szlatina néven.
1851-ben Fényes Elek írta a településről:
... Krassó vármegyében, 10 katholikus, 1134 óhitü lakossal, anyatemplommal, köves, hegyes határral, sok szilvásokkal.
A trianoni békeszerződés előtt Krassó-Szörény vármegye Jámi járásához tartozott.
1910-ben 1393 lakosából 1388 román volt. Ebből 1392 görög keleti ortodox volt.